# William Peacock
William Peacock (Poplar, 6 de dezembro de 1891 - 14 de dezembro de 1948) foi um jogador de polo aquático britânico, campeão olímpico.
William Peacock fez parte do elenco campeão olímpico de Antuérpia 1920